# Anne Ngo
Anne Anasthasie Ngo Nleng Kaldjop, née le 1er avril 1984, est une handballeuse camerounaise. Elle mesure 1,69 m.
Elle évolue au poste d'ailière gauche avec le club du FAP Yaoundé. Elle fait également partie de l'équipe du Cameroun, avec laquelle elle participe au championnat du monde 2017 en Allemagne,.

## Palmarès

### En équipe nationale
- 20e place au Championnat du monde 2017